# Wojciech Rozpara
Wojciech Rozpara (ur. 14 lutego 1883 w Roztokach, zm. 27 maja 1965 w Jaśle) – nauczyciel, społecznik, działacz w kółkach rolniczych, pszczelarz i sadownik.

## Początki działalności
Pierwsze zachowane informacje pochodzą z ok. 1904 roku, kiedy Wojciech Rozpara jest wymieniony jako nauczyciel w opisie historii szkoły w Umieszczu (gmina Tarnowiec), gdzie przebywał do 1905 roku: „Pierwszym nauczycielem w roku szkolnym 1904/05 był Wojciech Rozpara. W tym czasie wybudowano budynek gospodarczy i zakupiono ogród o powierzchni 75 arów na potrzeby szkoły”.
Kolejny zapis pochodzi z historii OSP w Kątach (gmina Nowy Żmigród), gdzie wymieniono Wojciecha Rozparę, jako twórcę ochrony przeciwpożarowej w Kątach: „Za oficjalnego twórcę ochrony przeciwpożarowej w Kątach uchodzi ówczesny kierownik szkoły Wojciech Rozpara. W 1908 roku z jego inicjatywy został powołany tzw. Korpus Wiejskiego Pogotowia Ogniowego przy Kółku Rolniczym w Kątach. W chwili powstania oddział ten liczył ośmiu członków. Jego komendantem był Antoni Gryziec”.

## Działalność w Sowinie
- W latach 1911–1936 Wojciech Rozpara był kierownikiem szkoły jednoklasowej (1911)[3] i dwuklasowej (1913)[4] w Sowinie. Uczył historii o Polsce i monarchii austro-węgierskiej oraz pracy w sadzie i ogrodzie przyszkolnym[5]
- W 1911 roku był współzałożycielem OSP w Sowinie. Z jego inicjatywy zaopatrzono OSP w podstawowy sprzęt gaśniczy: wiaderka drewniane, bosaki (osęki), drabinę dachową, sikawki ręczne drewniane.
- Po reaktywacji działalności OSP po I wojnie światowej w 1921 roku, Rozpara został sekretarzem, a w 1929, sekretarzem i skarbnikiem w OSP.
- Założyciel i pierwszy prezes kółka rolniczego w Sowinie[6]. Z jego inicjatywy na potrzeby działalności kółka zakupiono: 1 ha gruntu rolnego, na którym prowadzono hodowlę nowych odmian zbóż (pszenicy, żyta) i drzewek owocowych; narzędzia rolnicze: siewnik do ziarna, kultywator, pługi, żelazne brony i żniwiarkę i założono sklep z artykułami spożywczo-przemysłowymi wraz z prasą i broszurami z zakresu rolnictwa; rozpowszechniano hodowlę pasiek pszczelich, budowę uli oraz zakładanie sadów owocowych[7]
- Wspólnie z żoną Katarzyną (z d. Olszyna), także nauczycielką (1882–1957) udzielali pomocy przy zakładaniu ogródków warzywnych, rabatów kwiatowych oraz pierwszej pomocy zdrowotnej dzieciom i osobom starszym. Powszechnie stosowano leczenie ziołami.
- Wspólnie założyli Wiejskie Koło Młodzieży, które prowadziło kółko teatralne i chór.

Po 1936 roku Rozparowie wraz z rodziną zamieszkali w Jaśle. W okresie II wojny światowej zostali wysiedleni, a ich dom został spalony.
Kontynuatorem pasji pszczelarstwa, był syn Rozparów, Kazimierz (sędzia sądu powiatowego i rejonowego w Jaśle), który posiadał w latach 60. pokaźną hodowlę pszczół we wsi Folusz (powiat jasielski) oraz pełnił szereg ważnych funkcji w Związku Pszczelarzy.

## Ordery i odznaczenia
- Srebrny Krzyż Zasługi (10 listopada 1933)[10]